# Jemen na Letnich Igrzyskach Olimpijskich 2020
Jemen na Letnich Igrzyskach Olimpijskich 2020 – występ kadry sportowców reprezentujących Jemen na igrzyskach olimpijskich, które odbyły się w Tokio w Japonii, w dniach 23 lipca – 8 sierpnia 2021 roku.
Reprezentacja Jemenu liczyła pięciu zawodników – trzech mężczyzn i dwie kobiety, którzy wystąpili w 4 dyscyplinach.
Był to dziesiąty start tego kraju na letnich igrzyskach olimpijskich.

## Reprezentanci

### Judo
| Zawodnik    | Konkurencja | 1/32             | 1/16             | 1/8              | Ćwierćfinał      | Półfinał         | Repasaże         | Finał / 3.miejsce | Finał / 3.miejsce | Źródła |
| Zawodnik    | Konkurencja | Przeciwnik Wynik | Przeciwnik Wynik | Przeciwnik Wynik | Przeciwnik Wynik | Przeciwnik Wynik | Przeciwnik Wynik | Przeciwnik Wynik  | Pozycja           | Źródła |
| ----------- | ----------- | ---------------- | ---------------- | ---------------- | ---------------- | ---------------- | ---------------- | ----------------- | ----------------- | ------ |
| Ahmed Ayash | -73 kg (m)  | Gjakova P 00-10  | NQ               | NQ               | NQ               | NQ               | NQ               | NQ                | 33.               | [ 1 ]  |

### Lekkoatletyka
| Zawodnik       | Konkurencja       | Eliminacje | Eliminacje | Półfinał | Półfinał | Finał    | Finał   | Pozycja | Źródło |
| Zawodnik       | Konkurencja       | Rezultat   | Pozycja    | Rezultat | Pozycja  | Rezultat | Pozycja | Pozycja | Źródło |
| -------------- | ----------------- | ---------- | ---------- | -------- | -------- | -------- | ------- | ------- | ------ |
| Ahmed Al-Yaari | Bieg na 400 m (m) | 48,53      | 46.        | NQ       | NQ       | NQ       | NQ      | 40.     | [ 2 ]  |

### Pływanie
| Zawodnik          | Konkurencja              | Eliminacje | Eliminacje | Półfinał | Półfinał | Finał | Finał   | Źródło |
| Zawodnik          | Konkurencja              | Czas       | Miejsce    | Czas     | Miejsce  | Czas  | Miejsce | Źródło |
| ----------------- | ------------------------ | ---------- | ---------- | -------- | -------- | ----- | ------- | ------ |
| Mokhtar Al-Yamani | 100 m dowolnym (m)       | 50,52      | 47.        | NQ       | NQ       | NQ    | NQ      | [ 3 ]  |
| Mokhtar Al-Yamani | 200 m dowolnym (m)       | 1:49,97    | 36.        | NQ       | NQ       | NQ    | NQ      | [ 4 ]  |
| Nooran Ba-Matraf  | 100 m st. klasycznym (k) | 1:27,79    | 42.        | NQ       | NQ       | NQ    | NQ      | [ 5 ]  |

### Strzelectwo
| Zawodniczka       | Konkurencja                     | Kwalifikacje | Kwalifikacje | Finał | Finał   | Źródło |
| Zawodniczka       | Konkurencja                     | Wynik        | Pozycja      | Wynik | Pozycja | Źródło |
| ----------------- | ------------------------------- | ------------ | ------------ | ----- | ------- | ------ |
| Yasameen Al-Raimi | pistolet pneumatyczny, 10 m (k) | 551-11x      | 52.          | NQ    | NQ      | [ 6 ]  |